# 中央町 (高松市)
中央町（ちゅうおうちょう）は、香川県高松市中心部の町丁。郵便番号は760-0007。全域が住居表示に関する法律に基づく住居表示実施地区である。

## 地理
高松市役所より0.7km、高松市中心部の都心に位置し、西は栗林公園きたもん通り、北は県道33号高松善通寺線、東は中央通り、南は市道中新町1号線によって区切られている。三方を囲む大通りや八幡通りは交通量も多く沿線にはオフィスビルやホテル、商店が立地しているが、それらの通りに面しない町の中央部は閑静な住宅街であり、民家や高層マンションが立地している。かつては知事公舎を始めとした県関係の公務員宿舎が多数立地していたが、その後知事公舎や多くの宿舎は売却されて民間の高層マンションが建設されており、現在残っているのは高松国税局紫雲寮や香川県立中央病院公舎などである。
2010年国勢調査による人口は1072人（男554人/女518人）、世帯数は613世帯、面積は9万4325.01m2、人口密度は1万1365.0人/km2。公立小学校・中学校の校区は全域が亀阜小学校・紫雲中学校に属している。
町内における都市計画法に基づく用途地域は大部分が商業地域で、容積率は中央通り及び県道33号高松善通寺線沿いが600%、それ以外の地域が400%である。ただし、八幡通り以南、市道天神前中野町1号線以西の区域については容積率300%、建ぺい率80%の近隣商業地域である。
町名に中央を名乗っているが、当町は高松市中心街地の地理的中心からやや南に外れており、また同時に駅や繁華街、官庁街といった都市機能における中心地からも南に外れている。

## 歴史
町名の由来は、当町成立以前のこの地の町名中新町や中野町の中の字を取り、また高松市中心市街地のほぼ中央に位置するという意から命名された。もともとこの地は大通りを中心として成立した天神前、中新町、旅篭町やかつての栗林村における大字を前身とする中野町の各一部であり、それら町丁の境界が集まるこの地は各々の町の裏手にあたる地であった。1969年（昭和44年）にそれら4町の各一部から中央町が新設された。

### 町名の変遷
| 実施後 | 実施年月日         | 実施前       |
| ------ | ------------------ | ------------ |
| 中央町 | 1969年（昭和44年） | 天神前の一部 |
| 中央町 | 1969年（昭和44年） | 中新町の一部 |
| 中央町 | 1969年（昭和44年） | 旅篭町の一部 |
| 中央町 | 1969年（昭和44年） | 中野町の一部 |

## 主要施設
掲載順は住居表示による街区符号・住居番号順
- タイムズカーレンタル高松中央店
- 不二の屋菓子店
- 高松国税局紫雲寮
- 慈恩禅寺
- 廣昌寺
- コバック高松中央通り店
- 四国電力天神前アパート
- 聴徳院
- 高松八本松郵便局